# Tasolya
Tasolya (szlovákul: Tašuľa) község Szlovákiában, a Kassai kerület Szobránci járásában.

## Fekvése
Nagymihálytól 34 km-re keletre, a Szobránc-patak és az Ung közötti síkságon fekszik.

## Története
A település valószínűleg már a 11. század előtt is létezett, de csak 1288-ban említik először. Az időközben elnéptelenedett települést a 15. században soltész telepítette újra. 1599-ben 16 jobbágyháza volt. 1715-ben 7, 1720-ban 13 háztartása adózott.
A 18. század végén, 1799-ben Vályi András így ír róla: „TASOLYA. Magyar falu Ungvár Várm. földes Ura Gr. Berényi Uraság, lakosai több félék, fekszik Tenkéhez nem meszsze, mellynek filiája; határja jó, vagyonnyai jelesek.”
1828-ban 29 házában 283 lakos élt. Fényes Elek 1851-ben kiadott geográfiai szótárában így ír a faluról: „Tasolya, magyar falu, Ungh vmegyében, Jenkéhez 1/4 órányira: 32 romai, 56 görög kath., 158 ref., 10 zsidó lak. F. u. Pribék, gr. Barkóczy, Mokcsay, s m. Ut. p. Ungvár.”
A trianoni diktátumig Ung vármegye Ungvári járásához tartozott, majd az újonnan létrehozott csehszlovák államhoz csatolták. 1938 és 1945 között ismét Magyarország része.

## Népessége
| Év:            | 1994. | 2004.   | 2014.    | 2024.   |
| -------------- | ----- | ------- | -------- | ------- |
| Emberek száma: | 225   | 222     | 194      | 204     |
| Eltérés:       |       | -1,33 % | -12,61 % | +5,15 % |

| Év:            | 2023. | 2024.   |
| -------------- | ----- | ------- |
| Emberek száma: | 203   | 204     |
| Eltérés:       |       | +0,49 % |

1910-ben 360, túlnyomórészt szlovák anyanyelvű lakosa volt.
2001-ben 223 lakosa volt.
2011-ben 201 lakosából 178 szlovák volt.